# Adrian Pereira
Adrian Pereira (Stavanger, 31 de agosto de 1999) es un futbolista noruego que juega en la demarcación de defensa para el Rosenborg BK de la Eliteserien.

## Biografía
Tras empezar a formarse como futbolista con el Viking FK, finalmente hizo su debut con el primer equipo el 26 de noviembre de 2017 en un partido de la Eliteserien contra el Stabæk IF tras sustituir a Rasmus Martinsen en el minuto 54 en un encuentro que finalizó con un resultado de 2-0 a favor del Viking.
El 12 de septiembre de 2020 se marchó traspasado al PAOK de Salónica F. C. Finalmente hizo su debut con el primer equipo el 26 de septiembre de 2020 en un partido de la Superliga de Grecia contra el Volos NFC. Un año después regresó a su país para jugar en el Rosenborg BK.

## Clubes
| Club                   | País    | Año       | Partidos | Goles |
| ---------------------- | ------- | --------- | -------- | ----- |
| Viking FK              | Noruega | 2017-2020 | 39       | 4     |
| PAOK de Salónica F. C. | Grecia  | 2020-2021 | 12       | 0     |
| Rosenborg BK           | Noruega | 2021-     | 78       | 8     |

## Palmarés

### Campeonatos nacionales
| Título                      | Club                   | País    | Año  |
| --------------------------- | ---------------------- | ------- | ---- |
| Primera División de Noruega | Viking FK              | Noruega | 2018 |
| Copa de Noruega             | Viking FK              | Noruega | 2019 |
| Copa de Grecia              | PAOK de Salónica F. C. | Grecia  | 2021 |